# Elemental (Album)
Elemental ist das vierte Studioalbum der britischen Band Tears for Fears. Das Album erschien am 7. Juni 1993 bei Phonogram bzw. Mercury Records.

## Entstehungsgeschichte
Nachdem er sich Ende 1991 von Curt Smith getrennt hatte, bestand Tears for Fears formal nur noch aus Roland Orzabal. Er tat sich mit dem Gitarristen Alan Griffiths und dem Keyboarder und Produzenten Tim Palmer zusammen. Griffiths war Gitarrist der Band The Escape, die Tears for Fears bereits bei Konzertreisen 1983 unterstützt hatte und der auch Nicky Holland angehört hatte, mit der Orzabal zusammen mehrere Songs für das Vorgängeralbum The Seeds of Love geschrieben hatte. Tim Palmer hatte bereits mit Tears for Fears an dessen Kompilationsalbum Tears Roll Down (Greatest Hits 82 – 92) zusammengearbeitet. Mit Griffiths zusammen komponierte Orzabal alle Songs bis auf Cold, eine Hommage an John Lennon, die Orzabal alleine schrieb. Das Album wurde in Neptune’s Kitchen, Orzabals Heimstudio im westenglischen Bath, eingespielt und von Bob Ludwig bei Gateway Mastering in Portland, Maine abgemischt. Bei Cold hat Rolands jüngerer Bruder Julian Orzabal einen Gastauftritt.

## Titelliste
| #   | Titel                     | Autor(en)           | Länge |
| --- | ------------------------- | ------------------- | ----- |
| 1.  | Elemental                 | Orzabal / Griffiths | 5:30  |
| 2.  | Cold                      | Orzabal             | 5:05  |
| 3.  | Break It Down Again       | Orzabal / Griffiths | 4:31  |
| 4.  | Mr. Pessimist             | Orzabal / Griffiths | 6:16  |
| 5.  | Dog's a Best Friend's Dog | Orzabal / Griffiths | 3:39  |
| 6.  | Fish Out of Water         | Orzabal / Griffiths | 5:07  |
| 7.  | Gas Giants                | Orzabal / Griffiths | 2:40  |
| 8.  | Power                     | Orzabal / Griffiths | 5:49  |
| 9.  | Brian Wilson Said         | Orzabal / Griffiths | 4:22  |
| 10. | Goodnight Song            | Orzabal / Griffiths | 3:53  |

## Rezeption
Der Musikexpress attestierte Orzabal und dem Album, ihm seien „die eigenwillig zwischen Kunst und Kommerz angelegten Melodien abhanden gekommen“.
Stephen Thomas Erlewine von Allmusic meinte „he backs away from the cinematic production of The Seeds of Love, preferring a more direct and soulful style of pop music“ (dt.: er distanziert sich von der filmischen Produktion von The Seeds of Love und zieht eine direkteren und gefühlvolleren Popmusikstil vor).

## Kommerzieller Erfolg

### Chartplatzierungen
| ChartsChartplatzierungen       | Höchstplatzierung | Wochen |
| ------------------------------ | ----------------- | ------ |
| Deutschland (GfK)              | 26 (11 Wo.)       | 11     |
| Schweiz (IFPI)                 | 24 (10 Wo.)       | 10     |
| Vereinigte Staaten (Billboard) | 45 (21 Wo.)       | 21     |
| Vereinigtes Königreich (OCC)   | 5 (7 Wo.)         | 7      |

### Auszeichnungen für Musikverkäufe
| Land/Region                  | Auszeichnungen für Musikverkäufe (Land/Region, Auszeichnung, Verkäufe) | Verkäufe |
| ---------------------------- | ---------------------------------------------------------------------- | -------- |
| Frankreich (SNEP)            | Gold                                                                   | 100.000  |
| Kanada (MC)                  | Gold                                                                   | 50.000   |
| Vereinigte Staaten (RIAA)    | Gold                                                                   | 500.000  |
| Vereinigtes Königreich (BPI) | Silber                                                                 | 60.000   |
| Insgesamt                    | 1× Silber · 3× Gold ·                                                  | 710.000  |